# エンジェル・オブ・ザ・ノース
エンジェル・オブ・ザ・ノース（英: Angel of the North）は、イギリス・イングランド北部のタインアンドウィア州ゲーツヘッドにある彫刻作品、パブリック・アート。彫刻家のアントニー・ゴームリーに委嘱して製作された。
「北の天使」という題名が示すとおり鋼鉄製の天使をモチーフとした彫刻で全高20 m。両翼の長さ54 mは、よく比較される旅客機のボーイング757よりも大きい。その両翼は地面に対して垂直ではなく前方に3.5度傾けてあり、作者であるゴームリーは「抱擁される感じ」を創り出すためと述べている。タインサイドの丘に立ち、A1高速道路とA167（英語）を走る車や、東海岸本線の列車の窓から見上げるなど、毎年、推計3300万人が目にするといい、その想像を超える大きさと風景に占める存在感は、多くの人に美的な衝撃を与えたいという企画の意図を実現したと言える。
ゴームリーの作品の多くがそうであるように、この像も彫刻家自身の体から取った実物大の模型に基づいて作られた。独特のさび色は素材の耐候性鋼に由来し、目立つ色ではあるが周囲の景色の中で浮きすぎることはない。ゴームリーはこの色に触発され、作品名を考えた当初は〈北の鉄の天使〉（The Iron Angel of the North）という案があった。
胴部にも翼にも何本もの肋材を縦に配して、像が受ける風圧を基礎部に流し、最大100km/時の風にも倒れない設計である。有機的に走る肋材の曲線は、直線的な翼とコントラストを描く。
像はこの地域の自治体ゲーツヘッド・カウンシル（英語）が企画し、製作を委嘱されたゴームリーは当初、あまり乗り気ではなかったという。ところが、立地を下見したところ – かつての炭鉱地帯で現在は国定景観地区に指定された、タインアンドウィア低地の表情豊かな地形が気に入り受諾した。
総重量200 t の彫刻は、ハートルプール鉄工所（Hartlepool Steel Fabrications）が素材を整えて組み上げた。1998年2月14日に天使像は夜を徹して運搬され、翌朝、設置場所に立った。設計と建造の時期には反対運動に遭いながら、現在ではパブリックアートのひとつの典型として、エンジェル・オブ・ザ・ノースはゲーツヘッドから広くイングランド北東部の象徴と見なされるに至った。

## 建設
ゴームリーはこの作品のコンセプトを3つ挙げている。1つ目はこの像が建つ丘の下に昔は炭鉱があった点と、2世紀にわたり地下で炭鉱労働者が働いてきた点に衆目を導くこと。2つ目は産業時代から情報化時代への移行を把握すること。3つ目は我々の心に毎日のように湧く希望や不安を向ける焦点となることである。
エンジェル・オブ・ザ・ノースの建設計画は1994年に開始され、総工費は100万ポンドと見積もられた。計画にかかる資金の大部分は、イギリス国民宝くじで調達された。
風雨に晒される野外にあるため、彫刻は毎時160 kmを超える風の圧に持ちこたえなくてはない。このため、165 t ものコンクリートを基礎部分に使い、彫刻を地下20 mの岩盤に固定した。自重は208  t 、基壇の高さは5.3 m、周囲100 m2を固めるコンクリートスラブは厚さ1.5 mである。
彫刻そのものは、3つの部分にあらかじめ分割して製作され、胴体部分は重量110トン、両翼は同各55トンである。建設予定地まで陸路で運搬して組み上げた。その重量のため、本体部は製作地ダラム州のハートリプールから、A19道を上って予定地まで移送に7時間かかった。

### 設計

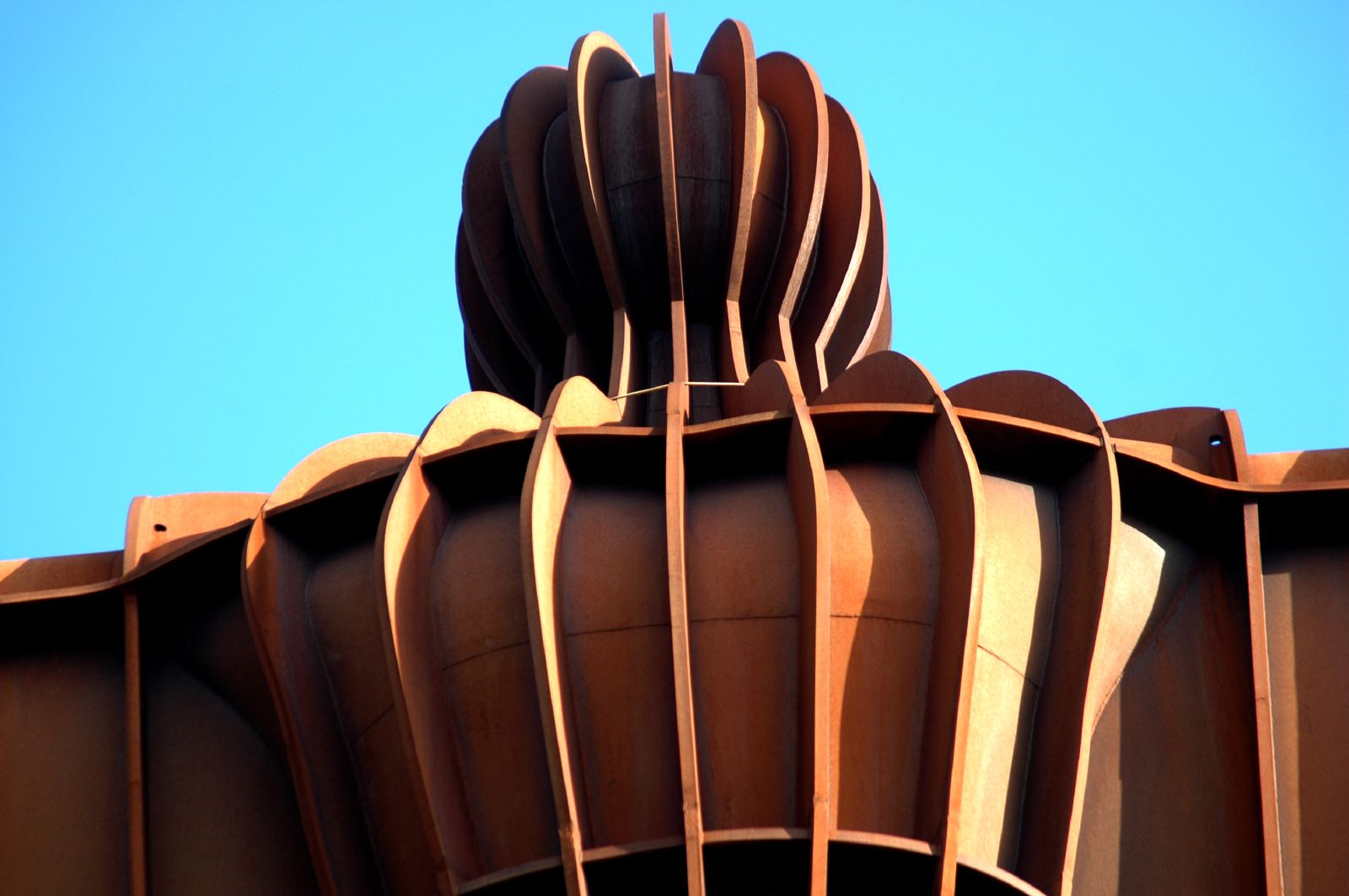
像の頭部に走る肋材は、全身に伸びて足元まで続く。

強風にさらされる立地条件にどう備えるか、ゲーツヘッド・カウンシルの建設主任は技術コンサルタント世界大手のオーヴ・アラプ共同会社に助言を求めた。屋外彫刻なら青銅像をよく見かけるが、アラプは天使像の大きさに見合う強度を確保できないと判断し、耐候性鋼を採用している。自由の女神像を含めて、立像というものは風で倒れないように内部の骨組みで支えて安定性を保っている点、この像にはそれがない。像の表面には頭頂部から足元まで、肋材を縦に配置して骨組みの働きをさせ、風圧を分散して基盤へと導く方式を採用した。
この像そのものは動かないものの、鑑賞者の視線がさまざまな方角から、あるいは自動車に乗って – 平均時速 60マイル毎時 (97 km/h)で動くという条件がつく。あるいはまた、耐用年限は最低でも100年と想定された。イギリス国内最大の立像という評判があるのに、他の像 – たとえばアニッシュ・カプーア作『アルセロール・ミッタル・オービット』像 – も全英ナンバーワンを謳っている。

## 設計模型
像の計画段階で複数の縮小版の設計模型が製作され、その後、高い価値がついた。完成像の原型となった雛形は、  オークションの落札価格228万ポンドを呼んだ（2008年7月）。ゲーツヘッド・カウンシルがBBCの美術品鑑定番組「お宝ロードショー」（英語）に出品すると、1990年代に募金事業に使った青銅製の設計模型は100万ポンド — 2008年11月16日時点で番組最高額 — と評価された。
2011年には高さ1.9 mの1体がロンドンでクリスディーズに出品され、匿名の顧客が340万ポンドで落札した。オーストラリア国立美術館に2009年に寄贈された別の1体は、彫刻庭園（英語）に展示されている。

## ギャラリー

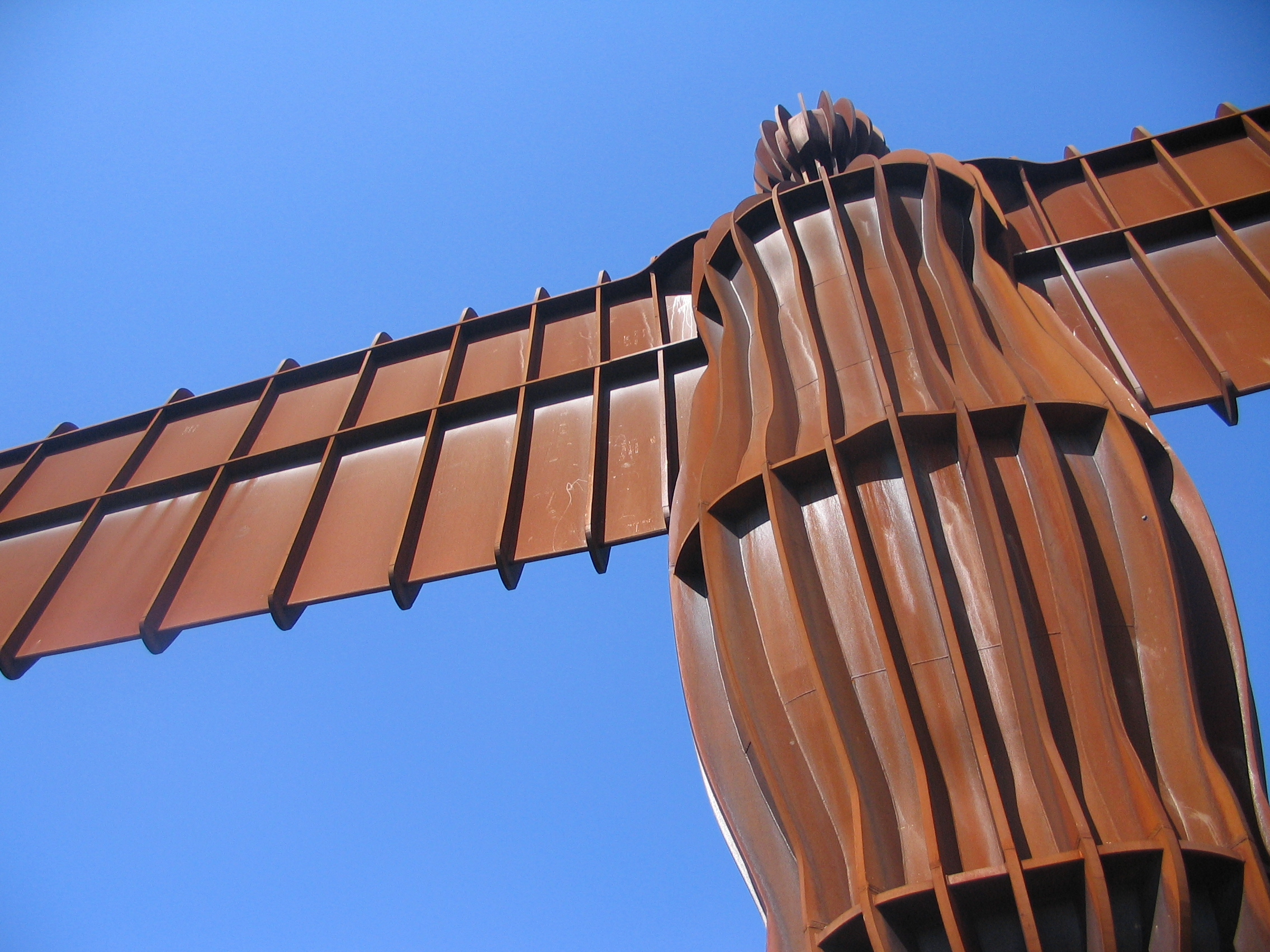
エンジェル・オブ・ザ・ノース、下からのアングル。
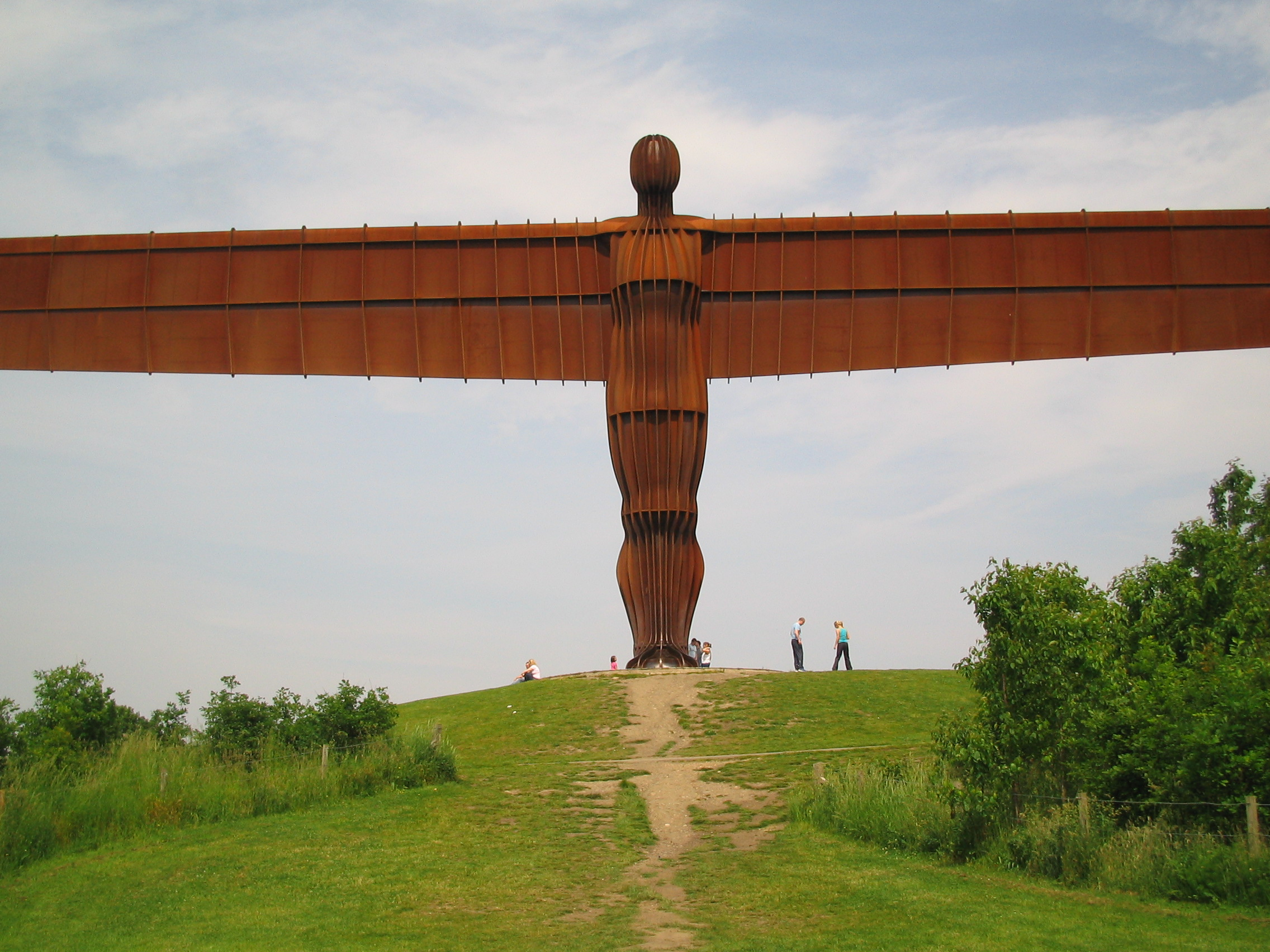
作品正面。
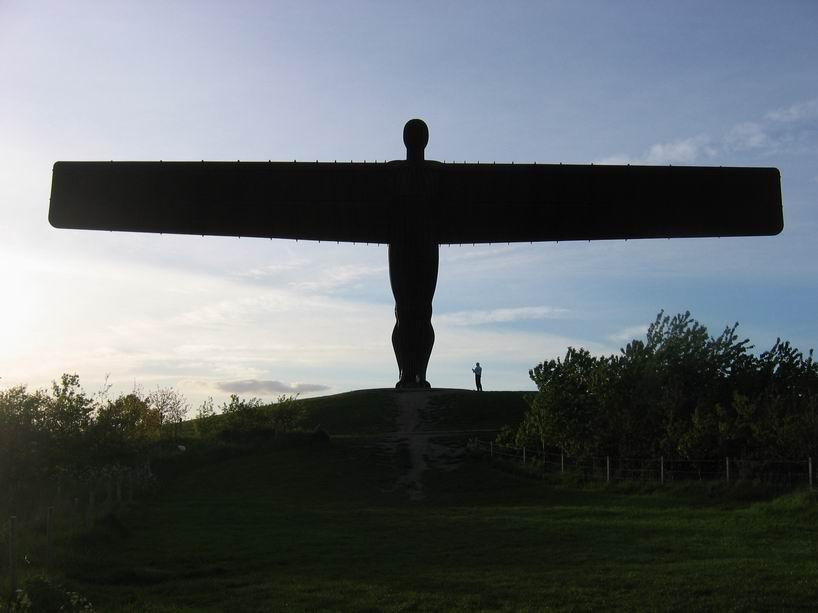
夕方。
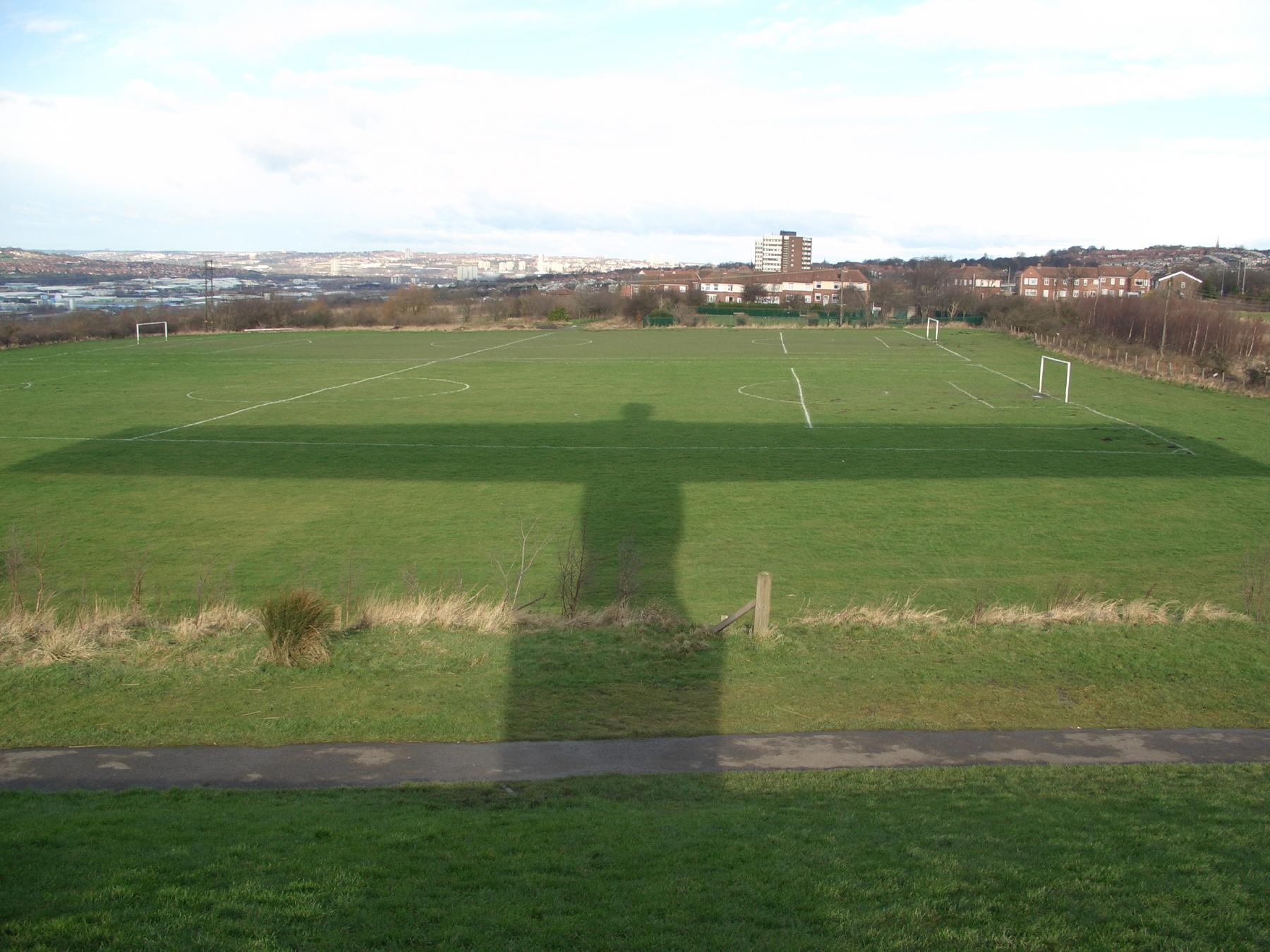
作品はサッカー場に隣接する。